# En vivo (álbum de Serú Girán)
En vivo es el segundo álbum en vivo de la banda de rock argentina Serú Girán, grabado en vivo durante las presentaciones del álbum Serú '92 en Estadio River, con los clásicos temas de la banda. El álbum doble fue regrabado y remasterizado en los estudios ION. Los álbumes no contienen algunos de los temas que fueron tocados en River, como "Canción de Alicia en el país" (letra y música de Charly García), "No llores por mi, Argentina" (letra y música de Charly García) y "Ángeles y predicadores" (letra y música de Charly García).

## Grabación
Grabado en vivo durante las presentaciones que Serú hiciera a fines del año 1992, es un disco más parecido al Adiós Sui Generis que a los otros discos en vivo de Serú Girán. En el disco faltan algunas de las canciones que Charly cantó en esos conciertos (“Viernes 3 AM”, “Canción de Alicia en el país”, “No llores por mí, Argentina”, “Ángeles y Predicadores”) precisamente porque la voz con las que cantó esas canciones no lograron convencer a la banda, y además porque Charly no participó en las mezclas del disco. Contiene un bloque con un popurrí acústico y muchas de las canciones clásicas del grupo. La gira del encuentro comenzó en diciembre de 1992, y en sus dos conciertos en Buenos Aires convocaron a más de 120000 personas. Finalmente en marzo de 1993 con la edición de este doble en directo. Luego de esa reunión un tanto forzada, cada uno de los integrantes retomó sus propios proyectos con suerte dispar. 

## Lista de canciones

### Disco 1
1. Seminare (público) (García) - 0:58
2. Serú Girán (García). Voces líderes: García y Lebón. - 3:41
3. El mendigo en el andén (García/Lebón). Voz líder: Lebón. - 4:15
4. Mientes (García/Aznar). Voz líder: Aznar. - 5:51
5. Dos edificios dorados (Lebón/Liliana Lagarde). Voz líder: Lebón. - 3:44
6. Perro andaluz (García). Voz líder: García. - 4:46
7. Encuentro con el diablo (García/Lebón). Voz líder: Lebón. - 4:52
8. Seminare (García). Voz líder: Lebón. - 4:25
9. Peperina (García). Voz líder: García. - 4:10
10. Cuánto tiempo más llevará (Lebón). Voz líder: Lebón. - 5:46
11. Cinema verité (García). Voz líder: García. - 5:14

### Disco 2
1. Set acústico - 16:04 (El tiempo es veloz (Lebón). Voz líder: Lebón., Música del alma (García). Voz líder: García., Parado en el medio de la vida (Lebón). Voz líder: Lebón., Alto en la torre (García). Voz líder: García., Fotos de Tokio (Aznar). Voz líder: Aznar., Casas de arañas (Lebón/Liliana Lagarde). Voz líder: Lebón., San Francisco y el lobo (García/Lebón). Voz líder: Lebón.)
2. A cada hombre, a cada mujer (Aznar). Voces líderes: Aznar, Lebón y García. - 4:13
3. En la vereda del sol (García/Lebón). Voces líderes: García y Lebón. - 3:30
4. No puedo dejar (García/Aznar). Voz líder: García. - 2:55
5. Esperando nacer (García/Lebón). Voz líder: Lebón. - 5:57
6. Si me das tu amor (Aznar). Voz líder: Aznar. - 3:59
7. Popotitos (originalmente "Bony Moronie") (Larry Williams/Armando “Manny” Martínez). Voz líder: García. - 5:29
8. Mundo agradable (Lebón). Voz líder: Lebón. - 4:21
9. Eiti Leda (García). Voz líder: García. - 8:17

## Músicos
- Charly García: piano digital, órgano eléctrico, sintetizadores, minimoog,  guitarra eléctrica, guitarra acústica, bajo eléctrico, voz, coros, efectos, sampler y dirección.
- David Lebón: guitarras eléctricas, guitarras acústicas, bajo eléctrico, percusión, voz y coros
- Oscar Moro: batería, percusión, octapad y accesorios.
- Pedro Aznar: bajo eléctrico bajo acústico, bajo fretless, sintetizador, guitarra acústica y voz y coros.

## Ficha técnica
- Peter Baleani: Ingeniero de grabación
- Gustavo Gauvry: Responsable técnico
- Claudio Miretti: Calibración de equipos
- Adrián Rivarola: Asistente de grabación
- Jorge Da Silva: Ingeniero de Mezcla en ION
- Mario Breuer: Edición y masterización
- Alicia Milani: Pintura de tapa

- Datos: Q5832202